# Championnats d'Afrique de judo 1994
Navigation
Édition précédente Édition suivante
Les championnats d'Afrique de judo 1994 se déroulent du 7 au 9 octobre 1994 à Tunis, en Tunisie.

## Médaillés

### Hommes
Adil Belgaïd (Maroc) est médaillé d'or dans la catégorie des moins de 78 kg. Noureddine Yagoubi (Algérie) est médaillé d'or dans la catégorie des moins de 65 kg.

### Femmes
L'Algérienne Salima Souakri est médaillée d'or dans la catégorie des moins de 48 kg,.
La Mauricienne Priscilla Chery-Lebon remporte la médaille d'or dans la catégorie des moins de 61 kg en battant en finale la Gabonaise Mélanie Engoang.

### Compétition par équipes
Chez les hommes, l'Algérie remporte la médaille d'or en battant l'Égypte en finale sur le score de 5-2.
Chez les femmes, la Tunisie est médaillée d'or en battant l'Algérie en finale sur le score de 5-1.

## Tableau des médailles
Le tableau des médailles est le suivant :
| Rang | Nation         | Or | Argent | Bronze | Total |
| ---- | -------------- | -- | ------ | ------ | ----- |
| 1    | Tunisie        | 9  | 2      | 3      | 14    |
| 2    | Égypte         | 3  | 3      | 2      | 8     |
| 3    | Algérie        | 2  | 3      | 5      | 10    |
| 4    | Maurice        | 1  | 0      | 4      | 5     |
| 5    | Maroc          | 1  | 3      | 4      | 8     |
| 6    | Afrique du Sud | 0  | 2      | 7      | 9     |
| 7    | Sénégal        | 0  | 1      | 1      | 2     |
| 8    | Gabon          | 0  | 1      | 0      | 1     |
| 9    | Côte d'Ivoire  | 0  | 0      | 1      | 1     |